# Distretto di Ząbkowice Śląskie
Il distretto di Ząbkowice Śląskie (in polacco powiat ząbkowicki) è un distretto polacco appartenente al voivodato della Bassa Slesia.

## Geografia antropica

### Suddivisioni amministrative
Il distretto comprende 7 comuni.
- Comuni urbano-rurali: Bardo, Ząbkowice Śląskie, Ziębice, Złoty Stok
- Comuni rurali: Ciepłowody, Kamieniec Ząbkowicki, Stoszowice